# Ludwig Anzengruber
Ludwig Anzengruber (n. 29 noiembrie 1839, Viena, Imperiul Austriac – d. 10 decembrie 1889, Viena, Austro-Ungaria) a fost un poet, dramaturg și romancier austriac.

## Opera

### Teatru
- 1870: Der Pfarrer von Kirchfeld ("Preotul din Kirchfeld")
- 1871: Der Meineidbauer ("Țăranul sperjur")
- 1872: Die Kreuzelschreiber
- 1873: Elfriede
- 1873: Die Tochter des Wucherers
- 1874: Der G'wissenswurm ("Viermele conștiinței")
- 1874: Hand und Herz ("Mâna și inima")
- 1876: Doppelselbstmord ("Dublă sinucidere")
- 1877: Der ledige Hof
- 1878: Das vierte Gebot ("A cincea poruncă")

### Romane
- 1877: Der Schandfleck ("Stigmatul")
- 1885: Der Sternsteinhof ("Vila Sternstein")